# Нефтяные воды
Нефтяны́е во́ды, воды нефтяных месторождений — воды, сопровождающие нефть в геологических слоях. 
В соответствии с залеганием в нефтеносном пласте выделяют: 
- верхние воды, приуроченные к верхней (головной) части нефтеносного пласта;
- краевые воды, расположенные ниже нефтяной залежи;
- подошвенные воды, находящиеся в подошве водоплавающей залежи;
- связанные воды, обволакивающие поверхность пор и насыщающие мельчайшие капиллярные каналы в нефтеносном пласте.

Также бывают искусственно введённые воды, закачиваемые для поддержания давления при разработке нефтяных пластов.
Изучение нефтяных вод имеет важное значение при поисках, разведке и разработке месторождений нефти. Часто содержат в повышенных количествах иод, бром, радий, стронций и другие ценные элементы и служат источником их извлечения.